# 杰·劳伦斯·卢什
杰·劳伦斯·卢什（英語：Jay Laurence Lush，1896年1月3日—1982年5月22日）是一位美国动物遗传学家、动物育种学家，1968年获得美国国家科学奖章，1979年获得沃尔夫农业奖。